# Bycina
Bycina (prononciation : [bɨˈt͡ɕina]) est une localité polonaise de la gmina de Rudziniec, située dans le powiat de Gliwice en voïvodie de Silésie.